# H.C. Andersens skugga
H.C. Andersens skugga (danska: H.C. Andersen og den skæve skygge) är en dansk animerad film från 1998 i regi av Jannik Hastrup efter ett manus av Bent Haller baserad på sagan Skuggan av H.C. Andersen.

## Handling
Hans Christian Andersen har alltid varit annorlunda. Han upptäcker att han har en skugga som tar makten från honom. Han förstår att Skuggan inte bara är en skugga utan också en sida av honom själv.

## Rollista
- Jesper Klein — H.C. Andersen
- Claus Ryskjær — Skuggan
- Ghita Nørby — modern
- Jarl Kulle — Djävulen
- Tammi Øst — Jenny Lind
- Bodil Udsen — Emma
- Ditte Gråbøl — Johanne
- Ove Sprogøe — farfadern
- Sofie Gråbøl — Louise
- Axel Strøbye — teaterdirektören
- Tommy Kenter — Meisling, rektorn
- Otto Brandenburg — reskamraten
- Povl Dissing — mentalpatienten
- Margrethe Koytu — häxan
- Lone Kellerman — mostern
- Ole Ernst — Collin